# 山羌
山羌（学名：Muntiacus reevesi），為鹿科麂屬的草食性動物，原生於臺灣和中國的華中與華南地區。台灣鹿科動物中體型最小的一種，體長約47~70公分，體重在6~12公斤之間，四肢細小。雄山羌有角，但很少超過10公分，且不分叉，每年12月時頭角開始生長，隔年六月掉落；雌性則無角。體背呈暗黃色，上胸體側為灰褐色，四肢是黑褐色。其眼腺發達，遠看之下猶如四隻眼睛，故有人稱之為「四目鹿」。該動物屬於可食用野生動物，為臺灣原住民的傳統獵物之一。

## 型態
身長不及一公尺，雄性有短角而雌性僅有骨質隆起，在鹿科動物中公山羌的角並不特化，且保有其他鹿科動物所沒有的上犬齒，靠保護色及靈敏的行動來避敵，雄性額內緣至角基內側各有一黑色條紋，雌性則在額前有盾型班塊，白色的腹部以及尾巴下方的白色也是主要特徵，叫聲似犬吠。

### 與赤麂的分別
許多人會將黃麂與赤麂混淆，甚至誤將兩者視為同一種動物，但分類學家將黃麂和赤麂歸為同屬不同種。兩者外形很相似，黃麂身形較小，膚色由黃色至棕色都有；赤麂身形較龐大，一般呈紅棕色。在2006年香港漁護署做大型普查，才發現在港的所謂「黃麂」，全部是赤麂，不過現時在《野生動物保護條例》之內，受保護野生動物一項上仍寫黃麂，而非赤麂。

## 分佈
黃麂自然分布於中國華中、華南地區，另外也有人為引入的族群分布於日本（房總半島、伊豆大島、千葉縣）及英國（德比郡以南）等地；由低海拔到海拔3,000公尺都有分佈，從闊葉林及水源處也可找到牠們。
有2個亞種：
- 黃麂（M. reevesi reevesi），分佈於華中、華南。
- 台灣山羌（M. reevesi micrurus，英文名Formosan Reeve's muntjac），台灣全島從低海拔到三千公尺都有分佈，以闊葉林及水源處常見。此亞種為臺灣特有。和水鹿及梅花鹿是臺灣僅有的三種原生鹿科動物[7]。

## 習性
黃麂多數獨居，其領域幾乎不會重疊，於一隻雄性的領域中可能會有三、四隻一齊的雌性。

## 繁殖
黃麂雌性大約五個月才性成熟，開始排卵，排卵間隔約14天，每胎生一隻，懷孕期七至八個月，生產後三至四天便可再受孕，不受哺乳影響，因此牠們全年均可連續繁殖。雌性懷孕會形成集體的大量懷孕週期，幼仔多數同期出生，與一般草食性動物的年週期繁殖不同。雄性黃麂則約九個月達到性成熟，在換角期間仍具製造精子的生殖力，不同於一般鹿科動物。

## 保护
- 2019年1月9日起，臺灣農委會林務局將山羌由保育類調整為一般類野生動物。[8][9]
- 本种于2023年被收录入《有重要生态、科学、社会价值的陆生野生动物名录》[10]。

## 外部連結
- 森林、山羌、犬吠聲（页面存档备份，存于）
- 台灣大學動物博物館山羌（页面存档备份，存于）
- 數位典藏 山羌頭骨標本
- 小 麂“出镜”重庆阴条岭保护区 （页面存档备份，存于）